# Personel
Personel – polski zakulisowy film obyczajowy z 1975 roku w reżyserii i według scenariusza Krzysztofa Kieślowskiego. Personel jest autobiograficzną opowieścią o absolwencie technikum teatralnego, który zostaje zmuszony do zajęcia własnego stanowiska w sporze pomiędzy pracownikami wielkomiejskiej opery. Film był obficie nagradzany w kraju i za granicą, otrzymując między innymi Srebrne Lwy Gdańskie na Festiwalu Polskich Filmów Fabularnych, Grand Prix Międzynarodowego Festiwalu Filmowego w Mannheim i Heidelbergu oraz Złote Grono na Lubuskim Lecie Filmowym. Niekiedy Personel jest wskazywany jako zapowiedź nurtu określanego mianem kina moralnego niepokoju.

## Fabuła
Główny bohater filmu, Romek Januchta, jest absolwentem technikum teatralnego. Rozpoczyna swoją pierwszą pracę w pracowni krawieckiej w operze, wykonując ciężką zakulisową pracę. Niebawem Romek musi stanąć po określonej stronie w walce o władzę, jaka zawiązuje się w operze. Jego przyjaźń ze starszym pracownikiem teatru, krawcem Sową, krytycznie oceniającym program artystyczny teatru i skonfliktowanym z jednym z narcystycznych i kłótliwych śpiewaków operowych, zostaje wystawiona na próbę przez dyrekcję opery i szefa komunistycznej organizacji młodzieżowej. Romek wstawia się za Sową, ale pod wpływem nacisków dyrektora opery, aby odnieść sukces w zawodzie, musi napisać donos na kolegę. W ostatniej scenie Romek musi podjąć pierwszą dojrzałą decyzję polityczną: czy wystąpić przeciwko Sowie, współpracować i czerpać z tego korzyści, czy pozostać lojalnym wobec przyjaciela i siebie. Otwarte zakończenie filmu pokazuje Romka siedzącego przed pustą kartką w gabinecie dyrektora opery, z gotowym piórem w ręku.

## Obsada
Źródło: Filmpolski.pl

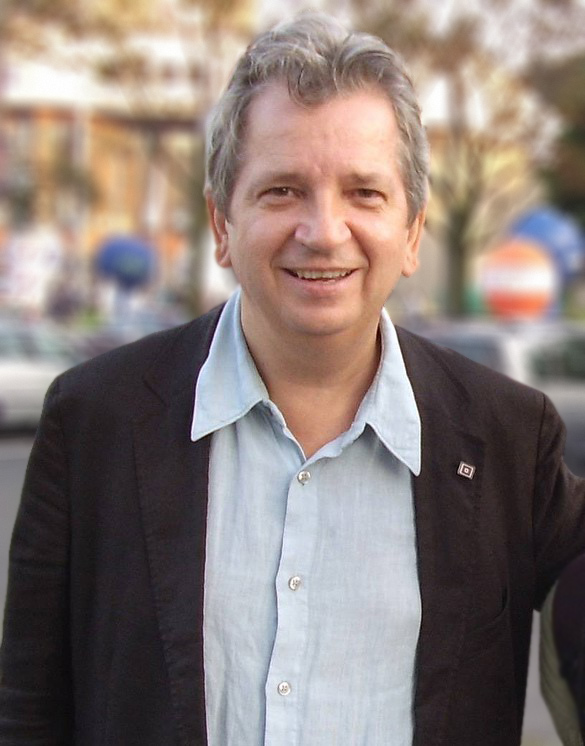
Juliusz Machulski, odtwórca głównej roli (2007)

- Juliusz Machulski – Romek Januchta
- Irena Lorentowicz – pani scenografka
- Włodzimierz Boruński – kierownik techniczny w teatrze, dawny znajomy ciotki Romka
- Michał Tarkowski – krawiec Sowa
- Tomasz Lengren – krojczy Romek
- Andrzej Siedlecki – śpiewak Andrzej Siedlecki
- Tomasz Zygadło – przewodniczący organizacji młodzieżowej
- Krystyna Wachelko – dziewczyna w pociągu
- Janusz Skalski – kierownik pracowni krawieckiej
- Helena Kowalczykowa – ciotka Romka (niewymieniona w czołówce)
- Wilhelm Kłonowski – krawiec
- Ludwik Mika – dyrektor teatru
- Waldemar Karst – tancerz
- Henryk Sawicki – baletmistrz

## Produkcja

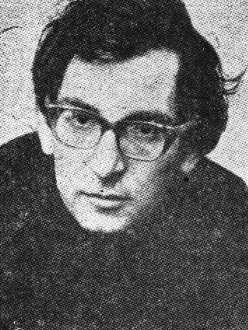
Krzysztof Kieślowski, reżyser filmu (1972)

Personel, wyprodukowany przez Zespół Filmowy „Tor”, jest zaliczany do najbardziej autobiograficznych filmów Kieślowskiego. Podobnie jak bohater filmu, Kieślowski ukończył w 1962 roku warszawskie technikum teatralne i przez rok pracował jako garderobiany w Teatrze Współczesnym w Warszawie, gdzie usługiwał takim aktorom jak Zbigniew Zapasiewicz, Tadeusz Łomnicki, Aleksander Bardini i Edward Dziewoński. Filmowy Romek, podobnie jak Kieślowski, jest nieśmiałym prowincjuszem skarlałym w zderzeniu z wielkomiejską rzeczywistością. Kieślowski opisywał przedstawioną w filmie opowieść jako „historię zawodu, którego doznał chłopiec (nasz bohater), przychodząc do teatru z tak wielkimi nadziejami”.
Jak pisał Robert Birkholc, Kieślowski szczególnie dbał o autentyzm swej opowieści, świadomie wykorzystując poetykę kina dokumentalnego: „film nakręcono ruchliwą kamerą «z ręki», podpatrującą banalne sytuacje z życia bohaterów, a wiele dialogów zostało zaimprowizowanych” . Oprócz prawdziwych krawców w filmie wystąpili aktorzy niezawodowi i reżyserzy. Główną rolę Romka otrzymał ówczesny student reżyserii, późniejszy znany reżyser Juliusz Machulski, podczas gdy rolę przewodniczącego organizacji młodzieżowej Kieślowski powierzył znanemu dokumentaliście Tomaszowi Zygadle. Scenografię do Personelu zaprojektował Tadeusz Kosarewicz, a zdjęcia do filmu wykonał Witold Stok. Montażem zajęła się wieloletnia współpracowniczka Kieślowskiego, Lidia Zonn.

## Odbiór

### Personeljako manifest polityczny
Tadeusz Lubelski odczytywał Personel Kieślowskiego jako jeden z ostatnich filmów trzeciej fali (Kina Młodej Kultury), który podążał za postulatami obecnymi w książce Adama Zagajewskiego i Juliana Kornhausera Świat nie przedstawiony. Zdaniem Lubelskiego najważniejszy konflikt w filmie opiera się na opozycji pomiędzy operą (kulturą oficjalną) a kabaretem (kulturą nieoficjalną), którego założenie w pewnym momencie filmu proponuje Romek. Jak twierdził Lubelski, filmowa opera, tak jak kultura oficjalna Polskiej Rzeczypospolitej Ludowej, „straciła zdolność mówienia prawdy”.
Ewa Mazierska interpretowała filmowy świat Personelu jako metaforę zależności kultury oficjalnej od państwa, traktując filmową operę jako „Fordowską instytucję”, zatrudniającą sporą grupę artystów i pracowników technicznych. W kulturze wysokiej, jaką reprezentowała opera w Personelu, od artystów oczekiwano „nie samowystarczalności ekonomicznej, ale oświecenia i edukacji mas w duchu socjalizmu”. Inicjatywa, jaką proponuje założyć Romek – kabaret – też z czasem staje się zależna od władz komunistycznych, co obrazuje zdaniem Mazierskiej dylematy związane z zawłaszczeniem przejawów buntu przez kulturę oficjalną. 

### Personeljako dzieło gatunkowe
Wojciech Świdziński, porównując Personel z podobnym tematycznie filmem Aktorzy prowincjonalni (1978) Agnieszki Holland, rozpatrywał oba dzieła jako przejaw odrębnego gatunku – filmu zakulisowego. Świdziński tak charakteryzował założenia gatunku oraz obu filmów:
W obu obrazach po licznych perypetiach dochodzi co prawda do udanych premier, ale przynoszą one nie happy end – triumf czy poczucie ulgi – lecz moralną klęskę. Zakulisowa wspólnota okazuje się złudzeniem, a efekt artystyczny to raczej wynik wygodnej umowy między występującymi a widzami niż doniosłego aktu twórczego. W zinstytucjonalizowanym świecie teatru pracownicy sztuki to skupione na sobie jednostki, z których większość, wykorzystując w swej pracy rutynę i chałturnicze chwyty, bagatelizuje kwestie artystyczne. Tylko nieliczni cierpią, nie mogą porzucić ideałów, które przyciągnęły ich do teatru.
Marek Haltof porównał z kolei Personel do innych filmów o dojrzewaniu z poprzedniej dekady. Relacjonował, że krytycy odczytywali film jako nawiązanie do Czarnego Piotrusia (1963) Miloša Formana, z takimi cechami wspólnymi jak prostota narracji, dokumentalna metoda obserwacji, improwizacja na planie, epizodyczna konstrukcja fabuły, obecność aktorów niezawodowych, kamera z ręki oraz ledwo ukryta krytyka polityczna i społeczna. Inaczej jednak niż Forman, Kieślowski nie wprowadza do swego filmu elementów komizmu. 

### Personeljako dzieło egzystencjalne
César Ballester odczytał Personel w kontekście rosnącego sprzeciwu polskich intelektualistów wobec rządów komunistycznych po 1968 roku, ale sięgał też po interpretacje inne niż polityczna. Zdaniem Ballestera w filmie pojawiają się dylematy egzystencjalne charakterystyczne dla późniejszej twórczości reżysera, a końcówka filmu odzwierciedla złożoność sytuacji, w której postawiony został główny bohater i niejednoznaczność decyzji, jaką musi on podjąć poza kadrem:
W Personelu widzimy, jak państwo zmusza jednostkę do podjęcia decyzji, ale widzimy też, że to właśnie jednostka ostatecznie musi tę decyzję podjąć. Decyzja moralna należy do niego i w końcu tylko do niego. Dla młodego Romka to pierwszy raz, kiedy państwo otwarcie wywiera na niego presję, by podjął decyzję, tym razem bez kuszenia go zachętami (czyli bez oferowania mu w zamian możliwości studiowania i mieszkania). Ale to dopiero początek. Kieślowski pozostawia Romka bez ujawnienia, jaką decyzję podjął, nie zdradza, czy udało mu się oprzeć presji i podjąć właściwą decyzję jako obywatel.

### Ocena retrospektywna
Doug Cummings z australijskiego „Senses of Cinema” twierdził, iż Personel wyróżnia się „przekonującym odtworzeniem chaosu życia za kulisami, a jego kulminacją jest rodzaj etycznego podejmowania decyzji, na którym Kieślowski będzie się coraz bardziej koncentrował” . Tadeusz Szczepański podkreślał, że Kieślowski, kręcąc Personel, „pragnął ukazać jedną z pułapek, na jakie byli narażeni ludzie, zwłaszcza młodzi, w PRL-u. Udało mu się na prostym przykładzie z życia rozpoczynającego pierwszą pracę chłopca […] odsłonić działanie mechanizmu moralnej deprawacji” . Robert Birkholc podsumowywał, że „widzowie, którzy nie przepadają za bardziej metafizycznym, późnym Kieślowskim zaliczają często ten skromny, ale niebanalny i szczery obraz do najwybitniejszych dzieł twórcy Trzech kolorów” .

## Nagrody
| Rok  | Festiwal/instytucja                                              | Nagroda                                              | Odbiorca             |
| ---- | ---------------------------------------------------------------- | ---------------------------------------------------- | -------------------- |
| 1975 | Międzynarodowy Festiwal Filmowy w Mannheim i Heidelbergu         | Grand Prix                                           | Krzysztof Kieślowski |
| 1975 | Międzynarodowy Festiwal Filmowy w Mannheim i Heidelbergu         | Międzynarodowa Katolicka Nagroda Filmowa             | Krzysztof Kieślowski |
| 1975 | Dyskusyjny Klub Filmowy w Świebodzinie                           | Samowar, Nagroda Entuzjastów Kina                    | Krzysztof Kieślowski |
| 1975 | Państwowa Wyższa Szkoła Filmowa, Telewizyjna i Teatralna w Łodzi | Nagroda im. Andrzeja Munka                           | Krzysztof Kieślowski |
| 1976 | Koszaliński Festiwal Debiutów Filmowych „Młodzi i Film”          | Grand Prix „Wielki Jantar”                           | Krzysztof Kieślowski |
| 1976 | Czasopismo „Film”                                                | Nagroda za debiut reżyserski w filmie fabularnym     | Krzysztof Kieślowski |
| 1976 | Festiwal Polskich Filmów Fabularnych                             | Srebrne Lwy Gdańskie                                 | Krzysztof Kieślowski |
| 1976 | Festiwal Polskich Filmów Fabularnych                             | Nagroda Dziennikarzy w kategorii filmu telewizyjnego | Krzysztof Kieślowski |
| 1979 | Lubuskie Lato Filmowe                                            | Złote Grono                                          | Krzysztof Kieślowski |